# Archiwum Narodowe Brazylii
Archiwum Narodowe Brazylii jest centralnym elementem systemu zarządzania plikami (SIGA) w Brazylii. Powstał 2 stycznia 1838 roku i ma swoją siedzibę w Rio de Janeiro. Zgodnie z Ustawą Archiwalną (Ustawa 8.159) z 8 stycznia 1991 r. Ma obowiązek organizować, przechowywać, przechowywać, udostępniać i ujawniać dokumentalne dziedzictwo rządu federalnego, służąc państwu i obywatelom.
Zbiór Archiwum Narodowego zawiera 55 km dokumentów tekstowych; 2 240 000 zdjęć i negatywów; 27 000 ilustracji, kreskówek; 75 000 map i planów; 7000 płyt i 2000 magnetycznych taśm dźwiękowych; 90 000 rolek folii i 12 000 taśm wideo. Posiada również bibliotekę specjalizującą się w historii, archiwach, informatyce, prawie administracyjnym i administracji publicznej, z około 43 000 książek i książek, 900 gazet i 6300 rzadkich prac.